# Artemis (månekrater)
Artemis er et lille nedslagskrater på Månen, som ligger Mare Imbrium på Månens forside og er opkaldt efter Artemis, der var Månens gudinde i den græske mytologi . Kratere af denne lille dimension danner typisk skålformede fordybninger i Månens overflade.
Navnet blev officielt tildelt af den Internationale Astronomiske Union (IAU) i 1976. 

## Omgivelser
Krateret ligger næsten midt mellem Eulerkrateret mod vest og Lambertkrateret mod øst. Få km mod sydøst ligger det endnu mindre Vernekrater.